# The Secret Life of a Satanist
The Secret Life of a Satanist: The Authorized Biography of Anton LaVey (Tajemne Życie Satanisty: Autoryzowana Biografia Antona LaVeya) to książka autorstwa Blanche Barton dokumentująca życie i twórczość założyciela Kościoła Szatana Antona Szandora Laveya. Wydawnictwo ukazało się nakładem Feral House w 1990 roku (ISBN 0-922915-12-1), oraz wznowiona w 1992 (ISBN 0-922915-12-1).